# Thulimbah
Thulimbah är en ort i Australien. Den ligger i kommunen Southern Downs och delstaten Queensland, omkring 160 kilometer sydväst om delstatshuvudstaden Brisbane. Antalet invånare är 536.
Runt Thulimbah är det mycket glesbefolkat, med 4 invånare per kvadratkilometer.. Närmaste större samhälle är Stanthorpe, omkring 12 kilometer söder om Thulimbah.
I omgivningarna runt Thulimbah växer huvudsakligen savannskog. Genomsnittlig årsnederbörd är 980 millimeter. Den regnigaste månaden är januari, med i genomsnitt 193 mm nederbörd, och den torraste är augusti, med 33 mm nederbörd.